# Hermògenes (metge d'Hadrià)
Hermògenes (en llatí Hermogenes, en grec antic Ἑρμογένης) era un metge grec que va ser nomenat metge i assistent de l'emperador Hadrià quan aquest ja era emperador, i va exercir aquestes funcions fins al dia de la mort d'Hadrià l'any 138. L'esmenta Dió Cassi. Per arribar a metge de l'emperador no hi ha dubte que prèviament gaudia ja de gran prestigi.